# Karel Wälzer

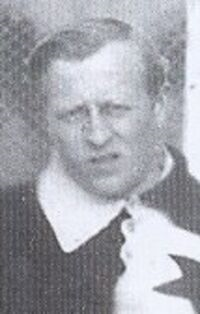
Karel Wälzer

Karel Wälzer (* 28. August 1888 in Pilsen; † Januar 1948 in Prag) war ein tschechoslowakischer Eishockeytorwart.
1914 gewann er mit Böhmen die Goldmedaille bei der Europameisterschaft. Bei den Olympischen Sommerspielen 1920 in Antwerpen gewann er mit der tschechoslowakischen Nationalmannschaft die Bronzemedaille im olympischen Eishockeyturnier.
In den 1920er und 1930er Jahren war Wälzer in mehrere Bankbetrugsfälle verwickelt und saß unter anderem zwei Jahre in Haft. Er starb im Januar 1948 in Prag.

## Erfolge und Auszeichnungen
- 1914 Goldmedaille bei der Europameisterschaft
- 1920 Bronzemedaille bei den Olympischen Sommerspielen